# 506. pehotni polk (Wehrmacht)
Za druge 506. polke glejte 506. polk.
506. pehotni polk (izvirno nemško Infanterie-Regiment 506) je bil eden izmed pehotnih polkov v sestavi redne nemške kopenske vojske med drugo svetovno vojno.

## Zgodovina
Polk je bil ustanovljen 1. februarja 1940 v Truppenübungsplatz Arysju iz II. bataljona 44. in II. 483. pehotnega polka; polk je bil dodeljen 291. pehotni diviziji. 
14. oktobra 1940 je bil I. bataljon izvzet iz sestave in dodeljen 579. pehotnemu polku; bataljon je bil nadomeščen.
15. oktobra 1942 je bil polk preimenovan v 506. grenadirski polk.